# Kınalı bebek
Kınalı bebek è l'album di debutto della cantante turca Demet Sağıroğlu, pubblicato a settembre 1994 su etichetta discografica Columbia Records. L'album è stato lanciato dal singolo radiofonico Arnavut kaldırımı, che è diventato uno dei maggiori successi degli anni '90 in Turchia.

## Tracce
1. Kınalı bebek – 4:06 (testo: Şehrazat – musica: Uzay Heparı)
2. Yağızım – 3:00 (testo: Sezen Aksu – musica: Şehrazat)
3. Biçare – 3:20 (testo: Şehrazat – musica: Uzay Heparı)
4. Arnavut kaldırımı – 5:00 (testo: Demet Sağıroğlu – musica: Gürol Ağırbaş)
5. Gönlünce yaşa – 3:48 (testo: Demet Sağıroğlu – musica: Paul Danney)
6. Hazan mevsimi – 3:12 (Demet Sağıroğlu)
7. Bu saatten sonra – 5:05 (Şehrazat)
8. Oyun bozan – 4:22 (Şehrazat)
9. Yadigar – 5:30 (testo: Şehrazat – musica: Demet Sağıroğlu)
10. Benden vazgeçme – 2:42 (Şehrazat)
11. Kınalı bebek (Pop Mix a cura di Ozan Doğulu) – 4:14
12. Kınalı bebek (Undertech Mix a cura di Sarp Özdemiroğlu) – 4:42
13. Kınalı bebek (Club Mix a cura di Tansel Doğanay) – 5:48